# Sowjetarmee-Pokal 1968/69
Der Sowjetarmee-Pokal 1968/69 war die 29. Austragung des Pokalwettbewerbs im Fußball in Bulgarien. Pokalsieger wurde ZSKA Septemwrijsko sname Sofia. Das Team setzte sich im Finale gegen Lewski-Spartak Sofia durch. Da ZSKA durch den Meistertitel bereits für den Europapokal der Landesmeister qualifiziert war, nahm der unterlegene Finalist am Pokalsiegerwettbewerb teil.

## Modus
Zunächst wurde eine K.-o.-Runde in Hin- und Rückspiel durchgeführt. Die Sieger spielten anschließend in vier Gruppen zu je vier Mannschaften. Die Gruppensieger qualifizierten sich für das Halbfinale. In den Gruppenspielen sowie im Halbfinale und Finale wurde jeweils ein Spiel zwischen den Mannschaften ausgetragen. Bei unentschiedenem Ausgang in den K.-o.-Runden wurde der Sieger im Elfmeterschießen ermittelt.

## Teilnehmer
| - Benkowski Widin - DFS Beroe Stara Sagora - Botew Blagoewgrad - FC Botew Wraza - Dimitar Kanew Chaskowo - DFS Christo Karpatschew Lowetsch - Dimitar Watew Beloslaw - Dobrudscha Tolbuchin | - FC Dunaw Russe - Etar Weliko Tarnowo - Lewski Sofia - Lokomotive Burgas - FD Lokomotive Sofia - DFS Lokomotive Plowdiw - Lokomotive Stara Sagora - Ludogorez Rasgrad | - DFS Marek Stanke Dimitrow - Kraka Pernischki Pernik - Nikolaj Laskow Jambol - Septemwrijska Slawa Michailowgrad - ZSK Slawia Sofia - AFD Sliwen - DFS Spartak Plewen - Spartak Sofia | - Sportist Kremikowzi - Swoboda Peschtera - AFD Trakia Plowdiw - Tschardafon-Orlowez Gabrowo - Tscherno More Warna - FC Tschernomorez Burgas - Panajot Wolow Schumen - ZSKA Septemwrijsko sname Sofia |

## 1. Runde
| Datum             |                                   | Gesamt          |                           | Hinspiel | Rückspiel |
| ----------------- | --------------------------------- | --------------- | ------------------------- | -------- | --------- |
| 14.12./17.12.1968 | Lokomotive Burgas                 | 2:2 (4:5 i. E.) | Dobrudscha Tolbuchin      | 1:0      | 1:2       |
| 15.12./18.12.1968 | Sportist Kremikowzi               | 04:13           | Spartak Sofia             | 0:7      | 4:6       |
| 15.12./22.12.1968 | ZSKA Septemwrijsko sname Sofia    | 19:20           | Swoboda Peschtera         | 15:00    | 4:2       |
| 15.12./22.12.1968 | Nikolaj Laskow Jambol             | 4:6             | DFS Beroe Stara Sagora    | 2:1      | 2:5       |
| 15.12./22.12.1968 | Botew Blagoewgrad                 | 1:9             | DFS Marek Stanke Dimitrow | 1:4      | 0:5       |
| 15.12./22.12.1968 | Ludogorez Rasgrad                 | 1:5             | Lewski Sofia              | 1:1      | 0:4       |
| 15.12./22.12.1968 | Tschardafon-Orlowez Gabrowo       | 1:6             | FC Dunaw Russe            | 1:1      | 0:5       |
| 15.12./22.12.1968 | Benkowski Widin                   | 4:9             | FC Botew Wraza            | 2:4      | 2:5       |
| 15.12./22.12.1968 | Dimitar Kanew Chaskowo            | 2:5             | DFS Lokomotive Plowdiw    | 2:2      | 0:3       |
| 15.12./22.12.1968 | Septemwrijska Slawa Michailowgrad | 1:2             | DFS Spartak Plewen        | 1:0      | 0:2       |
| 15.12./22.12.1968 | Dimitar Watew Beloslaw            | 2:7             | FD Lokomotive Sofia       | 2:1      | 0:6       |
| 15.12./22.12.1968 | Lokomotive Stara Sagora           | 1:5             | AFD Trakia Plowdiw        | 1:3      | 0:2       |
| 15.12./22.12.1968 | Panajot Wolow Schumen             | 1:6             | ZSK Slawia Sofia          | 0:3      | 1:3       |
| 15.12./22.12.1968 | DFS Christo Karpatschew Lowetsch  | 05:10           | Minjor Pernik             | 2:2      | 3:8       |
| 15.12./22.12.1968 | Etar Weliko Tarnowo               | 2:6             | Tscherno More Warna       | 1:3      | 1:3       |
| 15.12./22.12.1968 | AFD Sliwen                        | 4:4 (3:4 i. E.) | FC Tschernomorez Burgas   | 1:0      | 3:4       |

Nach der 1. Runde gab es einige Vereinsfusionen:

- Lewski Sofia, Spartak Sofia und Sportist Kremikowzi = Lewski-Spartak Sofia
- ZSKA Tscherweno sname Sofia und Septemwri Sofia = ZSKA Septemwrijsko sname Sofia
- Minjor Pernik und Metalurg Pernik = Kraka Pernischki Pernik
- Slawia Sofia und Lokomotive Sofia = ZSK Slawia Sofia Den Platz von Lokomotive Sofia übernahm Akademik Sofia

## Gruppenphase
Die vier Gruppensieger qualifizierten sich für das Halbfinale.

### Gruppe 1
Die Spiele fanden in Pasardschik und Welingrad statt.
| Pl.                                                                                          | Verein                         | Sp. | S | U | N | Tore    | Diff. | Punkte |
| -------------------------------------------------------------------------------------------- | ------------------------------ | --- | - | - | - | ------- | ----- | ------ |
| 1.                                                                                           | ZSKA Septemwrijsko sname Sofia | 3   | 1 | 1 | 1 | 003:200 | +1    | 04     |
| 2.                                                                                           | DFS Beroe Stara Sagora         | 3   | 1 | 1 | 1 | 002:200 | ±0    | 04     |
| 3.                                                                                           | FC Tschernomorez Burgas        | 3   | 1 | 1 | 1 | 001:100 | ±0    | 04     |
| 4.                                                                                           | DFS Marek Stanke Dimitrow      | 3   | 1 | 1 | 1 | 003:400 | −1    | 04     |
| Platzierungskriterien: 1. Punkte – 2. Tordifferenz – 3. direkter Vergleich – 4. Losentscheid |                                |     |   |   |   |         |       |        |

| Datum      |                           | Ergebnis |                           |
| ---------- | ------------------------- | -------- | ------------------------- |
| 22.02.1969 | ZSKA Septemw. sname Sofia | 3:1      | DFS Marek Stanke Dimitrow |
| 22.02.1969 | DFS Beroe Stara Sagora    | 1:0      | FC Tschernomorez Burgas   |
| 26.02.1969 | FC Tschernomorez Burgas   | 1:0      | ZSKA Septemw. sname Sofia |
| 26.02.1969 | DFS Marek Stanke Dimitrow | 2:1      | DFS Beroe Stara Sagora    |
| 01.03.1969 | ZSKA Septemw. sname Sofia | 0:0      | DFS Beroe Stara Sagora    |
| 01.03.1969 | FC Tschernomorez Burgas   | 0:0      | DFS Marek Stanke Dimitrow |

### Gruppe 2
Die Spiele fanden in Sofia, Blagoewgrad und Stanke Dimitrow statt.
| Pl.                                                                                          | Verein               | Sp. | S | U | N | Tore    | Diff. | Punkte |
| -------------------------------------------------------------------------------------------- | -------------------- | --- | - | - | - | ------- | ----- | ------ |
| 1.                                                                                           | Lewski-Spartak Sofia | 3   | 2 | 1 | 0 | 007:400 | +3    | 07     |
| 2.                                                                                           | FC Dunaw Russe       | 3   | 2 | 0 | 1 | 004:400 | ±0    | 06     |
| 3.                                                                                           | Akademik Sofia       | 3   | 1 | 0 | 2 | 007:600 | +1    | 03     |
| 4.                                                                                           | FC Botew Wraza       | 3   | 0 | 1 | 2 | 002:600 | −4    | 01     |
| Platzierungskriterien: 1. Punkte – 2. Tordifferenz – 3. direkter Vergleich – 4. Losentscheid |                      |     |   |   |   |         |       |        |

| Datum      |                      | Ergebnis |                |
| ---------- | -------------------- | -------- | -------------- |
| 22.02.1969 | Lewski-Spartak Sofia | 1:1      | FC Botew Wraza |
| 22.02.1969 | FC Dunaw Russe       | 2:1      | Akademik Sofia |
| 26.02.1969 | Lewski-Spartak Sofia | 3:1      | FC Dunaw Russe |
| 26.02.1969 | Akademik Sofia       | 4:1      | FC Botew Wraza |
| 01.03.1969 | Lewski-Spartak Sofia | 3:2      | Akademik Sofia |
| 01.03.1969 | FC Dunaw Russe       | 1:0      | FC Botew Wraza |

### Gruppe 3
Die Spiele fanden in Sliwen, Stara Sagora und Nowa Sagora statt.
| Pl.                                                                                          | Verein                 | Sp. | S | U | N | Tore    | Diff. | Punkte |
| -------------------------------------------------------------------------------------------- | ---------------------- | --- | - | - | - | ------- | ----- | ------ |
| 1.                                                                                           | DFS Lokomotive Plowdiw | 2   | 2 | 0 | 0 | 004:000 | +4    | 06     |
| 2.                                                                                           | DFS Spartak Plewen     | 2   | 1 | 0 | 1 | 001:200 | −1    | 03     |
| 3.                                                                                           | Dobrudscha Tolbuchin   | 2   | 0 | 0 | 2 | 000:300 | −3    | 0      |
| Platzierungskriterien: 1. Punkte – 2. Tordifferenz – 3. direkter Vergleich – 4. Losentscheid |                        |     |   |   |   |         |       |        |

| Datum      |                        | Ergebnis |                      |
| ---------- | ---------------------- | -------- | -------------------- |
| 22.02.1969 | DFS Lokomotive Plowdiw | 2:0      | DFS Spartak Plewen   |
| 26.02.1969 | DFS Lokomotive Plowdiw | 2:0      | Dobrudscha Tolbuchin |
| 01.03.1969 | DFS Spartak Plewen     | 1:0      | Dobrudscha Tolbuchin |

### Gruppe 4
Die Spiele fanden in Chaskowo, Dimitrowgrad und Charmanli statt.
| Pl.                                                                                          | Verein                  | Sp. | S | U | N | Tore    | Diff. | Punkte |
| -------------------------------------------------------------------------------------------- | ----------------------- | --- | - | - | - | ------- | ----- | ------ |
| 1.                                                                                           | AFD Trakia Plowdiw      | 3   | 3 | 0 | 0 | 006:100 | +5    | 09     |
| 2.                                                                                           | ZSK Slawia Sofia        | 3   | 1 | 1 | 1 | 006:300 | +3    | 04     |
| 3.                                                                                           | Kraka Pernischki Pernik | 3   | 1 | 1 | 1 | 003:300 | ±0    | 04     |
| 4.                                                                                           | Tscherno More Warna     | 3   | 0 | 0 | 3 | 001:900 | −8    | 0      |
| Platzierungskriterien: 1. Punkte – 2. Tordifferenz – 3. direkter Vergleich – 4. Losentscheid |                         |     |   |   |   |         |       |        |

| Datum      |                         | Ergebnis |                         |
| ---------- | ----------------------- | -------- | ----------------------- |
| 22.06.1969 | AFD Trakia Plowdiw      | 2:1      | ZSK Slawia Sofia        |
| 22.06.1969 | Kraka Pernischki Pernik | 2:1      | Tscherno More Warna     |
| 26.06.1969 | Kraka Pernischki Pernik | 1:1      | ZSK Slawia Sofia        |
| 26.06.1969 | AFD Trakia Plowdiw      | 3:0      | Tscherno More Warna     |
| 01.03.1969 | ZSK Slawia Sofia        | 4:0      | Tscherno More Warna     |
| 01.03.1969 | AFD Trakia Plowdiw      | 1:0      | Kraka Pernischki Pernik |

## Halbfinale
| Datum      |                                | Ergebnis |                        |
| ---------- | ------------------------------ | -------- | ---------------------- |
| 26.03.1969 | ZSKA Septemwrijsko sname Sofia | 1:0      | DFS Lokomotive Plowdiw |
| 26.03.1969 | Lewski-Spartak Sofia           | 3:1      | AFD Trakia Plowdiw     |

## Finale
| Paarung                        | ZSKA Septemwrijsko sname Sofia – Lewski-Spartak Sofia |
| Ergebnis                       | 2:1 (0:1) |
| Datum                          | 30. April 1969 |
| Stadion                        | Wassil-Lewski-Stadion, Sofia |
| Zuschauer                      | 40.000 |
| Schiedsrichter                 | Todor Gerow |
| Tore                           | 0:1 Wassil Mitkow (20.) 1:1 Dimitar Maraschliew (50.) 2:1 Petar Schekow (86.) |
| ZSKA Septemwrijsko sname Sofia | Jordan Filipow – Boris Gaganelow, Kiril Stankow, Christo Marintschew, Dimitar Penew – Boris Stankow, Dimitar Jakimow, Asparuch Nikodimow – Dimitar Maraschliew, Nikola Zanew , Petar Schekow Cheftrainer: Stojan Ormandschijew   |
| Lewski-Spartak Sofia           | Georgi Kamenski – Stoitschko Peschew, Dobromir Schetschew, Stefan Aladschow, Kiril Iwkow – Georgi Panow, Wassil Mitkow, Janko Kirilow – Zwetan Wesselinow, Georgi Asparuchow , Aleksandar Kostow Cheftrainer: Krastjo Tschakarow |